# Песно
Песно (рус. Песно) слатководно је ледничко језеро у северном делу Псковске области, на северозападу европског дела Руске Федерације.
Налази се у источном делу Пљушког рејона. Спада у категорију мањих језера са површином акваторије од 4,85 км². Максимална дубина језера је до 3,1 метра, просечна око 1,4 метара. Преко своје отоке, речице Песнеце (дужина тока свега 6 км) повезано је са басеном реке Пљусе, односно са басеном Финског залива Балтичког мора.
Обале су доста ниске, слабо разуђене и местимично замочварене. Дно је прекривено глином и муљом, а у приобалном делу песком.
На обали језера налази се имање Вечаша у којем је некада живео и радио чувени руски композитор Николај Римски Корсаков.